# Bullets and Octane
Bullets and Octane je název hard rockové hudební skupiny původem ze St. Louis v Missouri. V kapele se od doby jejího vzniku vystřídalo vícero členů.
V roce 2003 kapela vydala EP s názvem "One Night Stand Rock N' Roll Band", v roce 2004 vydala svoje první album "The Revelry" v Criterion Records (později znova nahrané v Ares Records), které obsahovalo remasterované, resp. znova nahrané skladby z jejich prvního EP. Druhé album nazvané "In the Mouth of the Young" bylo vydáno v dubnu 2006 Sony BMG/RCA Records. Poslední album, "Song for the Underdog" bylo vydáno v červnu 2007.

## Členové kapely

### Současní členové
- Gene Louis - zpěv
- Brent Clawson - basová kytara
- Ty Smith - bicí
- Kevin Tapia - kytara

### Bývalí členové
- James Daniel - kytara
- Skye Jane - kytara
- Nate Large - kytara
- Matt Rainwater - bicí
- Jack Tankersley - kytara

## Diskografie

### EP
- One Night Stand Rock N' Roll Band (2003)

### Studiová alba
- The Revelry (2004)
- In the Mouth of the Young (2006)
- Song for the Underdog (2007)